# Margery Wilson
Margery Wilson (Gracey, 31 ottobre 1896 – Arcadia, 21 gennaio 1986) è stata un'attrice e regista statunitense del cinema muto.

## Biografia
Nata a Gracey, nel Kentucky, esordì nel cinema come attrice nel 1914, poco più che diciassettenne in un ruolo secondario nel film Jane Eyre, una delle numerose versioni del romanzo, dove fu diretta da Frank Hall Crane.
Nella sua carriera, interpretò oltre una cinquantina di film, tutti muti, tranne un'unica apparizione televisiva nel 1939. Fu anche regista nei primissimi anni venti, come testimonia lei stessa apparendo in un'intervista usata nel documentario del 1993 The Silent Feminists: America's First Women Directors dove parla di due film da lei diretti, interpretati e prodotti nel 1922, The Offenders e Insinuation.

## Filmografia

### Attrice
- Jane Eyre, regia di Frank Hall Crane - cortometraggio (1914)
- The Lucky Transfer, regia di Tod Browning - cortometraggio (1915)
- For the Honor of Bettina - cortometraggio (1915)
- Flooey and Axel - cortometraggio (1915)
- The Deadly Focus - cortometraggio (1915)
- The Man of It - cortometraggio (1915)
- The Ten O'Clock Boat, regia di Arthur Mackley - cortometraggio (1915)
- Unwinding It - cortometraggio (1915)
- The Showdown - cortometraggio (1915)
- A Woman of Nerve - cortometraggio (1915)
- The Way of a Mother, regia di Jack Conway (1915)
- The Fatal Hour - cortometraggio (1915)
- A Dark Horse (1915)
- Bred in the Bone, regia di Paul Powell (1915)
- The Stab, regia di Fred J. Butler (1915)
- Double Trouble, regia di Christy Cabanne (1915)
- The Opal Pin (1915)
- The Bankhurst Victory (1915)
- Doug è uno scervellato (The Habit of Happiness), regia di Allan Dwan (1916)
- The Primal Lure, regia di William S. Hart (1916)
- Eye of the Night, regia di Walter Edwards (1916)
- Intolerance: Love's Struggle Throughout the Ages, regia di David W. Griffith (1916)
- The Return of Draw Egan, regia di William S. Hart (1916)
- A Corner in Colleens, regia di Charles Miller (1916)
- The Honorable Algy, regia di Raymond B. West (1916)
- The Sin Ye Do, regia di Walter Edwards (1916)
- The Bride of Hate, regia di Walter Edwards (1917)
- The Last of the Ingrams, regia di Walter Edwards (1917)
- The Desert Man, regia di William S. Hart (1917)
- Wolf Lowry, regia di William S. Hart (1917)
- The Clodhopper, regia di Victor Schertzinger (1917)
- The Mother Instinct, regia di Lambert Hillyer e Roy William Neill (1917)
- Mountain Dew, regia di Thomas N. Heffron (1917)
- Wild Sumac, regia di William V. Mong (1917)
- Without Honor, regia di E. Mason Hopper (1918)
- The Flames of Chance, regia di Raymond Wells (1918)
- The Hard Rock Breed, regia di Raymond Wells (1918)
- The Law of the Great Northwest, regia di Raymond Wells (1918)
- The Hand at the Window, regia di Raymond Wells (1918)
- Old Love for New, regia di Raymond Wells (1918)
- Marked Cards, regia di Henri D'Elba (1918)
- Venus in the East, regia di Donald Crisp (1919)
- Crooked Straight, regia di Jerome Storm (1919)
- Desert Gold, regia di T. Hayes Hunter (1919)
- Two of a Kind, regia di Margery Wilson (1920)
- The Blooming Angel, regia di Victor Schertzinger (1920)
- That Something, regia di Margery Wilson (1920)
- The House of Whispers, regia di Ernest C. Warde (1920)
- The Offenders, regia di Fenwicke L. Holmes e Margery Wilson (1922)
- Why Not Marry?, regia di John S. Lopez (1922)
- Insinuation, regia di Margery Wilson (1922)
- The Charcoal-Burner's Son film tv

### Regista
- Two of a Kind (1920)
- That Something
- The Offenders, co-regia Fenwicke L. Holmes  (1922)
- Insinuation (1922)

### Sceneggiatrice
- Two of a Kind, regia di Margery Wilson (1920)
- Insinuation, regia di Margery Wilson (1922)

### Produttrice
- The Offenders, regia di Fenwicke L. Holmes e Margery Wilson (1922)
- Insinuation, regia di Margery Wilson (1922)

### Film o documentari dove appare Margery Wilson
- The Silent Feminists: America's First Women Directors documentario, regia di Jeffrey Goodman e Anthony Slide (1993)